# PRS for Music
PRS for Music Limited (ранее The MCPS-PRS Alliance Limited) — британское авторское общество, занимающееся коллективным управлением правами на музыкальные произведения. PRS for Music было создано в 1997 году путём объединения двух обществ: the Mechanical-Copyright Protection Society (MCPS) и the Performing Right Society (PRS). Название «PRS for Music» было принято в 2009 году.

## История
Общество Performing Right Society было основано в 1914 году для проведения лицензионных сборов за концертные выступления с «нотного листа». Изначально этот сбор отличался от сборов обществ Mechanical-Copyright Protection Society, первоначально основанного в 1911 году и переименованного в 1924 году, и Phonographic Performance Limited, основанного в 1934 году на студии Decca и EMI, которые собирали сборы от воспроизведения грамзаписей.
Другое агентство, British Copyright Protection Company или Britico было основано в 1932 году Альфонсом Турнье (Alphonse Tournier). Оно специализировалось на лицензионных сборах в Великобритании для французских и немецких авторов.

## Сферы деятельности

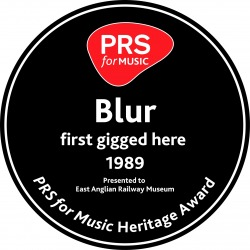
Награда общества PRS for Music

PRS for Music защищает авторские права приблизительно десяти миллионов музыкальных произведений от имени авторов песен, композиторов и издателей. PRS for Music выдает лицензии и собирает лицензионные сборы для членов общества, когда их произведения публично демонстрируются или записываются для трансляции или воспроизведения в общественных местах, как в Великобритании, так и по всему миру через партнерскую сеть.
Основными источниками доходов общества является музыка, которая передается по телевидению и радио, музыка в живом исполнении на концертах и в театрах.
PRS for Music разработал широкий спектр тарифов по сборам с организаций (предприятий, государственных организаций, учебных заведений и т. д.). Тариф зависит от размера организации и степени использования музыки, зависит от того, является ли предприятие коммерческим или нет и др. Около 350 000 компаний Великобритании платят за лицензии обществу. В это число не входят:
- Больницы со стационарами;
- Медицинские дневные центры;
- Жилые дома;
- Храмы, в которых звучит музыка, используемая в богослужении;
- ЗАГСЫ, проводящие гражданские свадебные церемонии и обряды;
- Одинокие и надомные работники.[4]

В феврале 2010 года PRS for Music объявило о финансовых результатах за 2009 год. Результаты показали 2,6 % рост доходов до £623 миллиона.
| Область защиты             | 2009 (£м) |
| -------------------------- | --------- |
| Вещание                    | 177.4     |
| Международная деятельность | 166.9     |
| Публичные выступления      | 150.2     |
| Носители информации        | 128.5     |
| Итого                      | 623.0     |

Размер лицензионных сборов и административных расходов PRS for Music публикуется в его годовых отчетах.

## Принудительное лицензирование

### Судебные дела
В 2007 году PRS for Music подало в суд на Шотландскую компанию по обслуживанию автомобилей, потому что ее сотрудники «прослушивали радио на работе, позволяя ее слушать и клиентам». В июне 2008 года PRS for Music также добивалось судебного запрета и выплаты причиненного ущерба за использование музыки.
Уилтширская полиция отказались платить обществу £32,000 лицензионный сбор в апреле 2009 года. Полиция обосновывала это тем, что музыка может не воспроизводиться на их рабочих местах, кроме патрульных машин. Тем не менее, в общей сложности 38 из 49 полицейских отделений Великобритании в настоящее время занимают платят лицензионный сбор обществу. В октябре 2010 года сообщалось, что полиция Суссекса, в целях экономии денег, больше не намеревается возобновлять полученные лицензии, а это означает, что сотрудники полиции больше не смогут слушать радио в своих патрульных машинах или на других рабочих местах.

### Школы
Вместе с Phonographic Performance Limited (PPL), PRS for Music использовали Центр образования и финансового управления (CEFM) в качестве агентов для сбора денег от лицензирования школ и колледжей.